# 축구 경기장

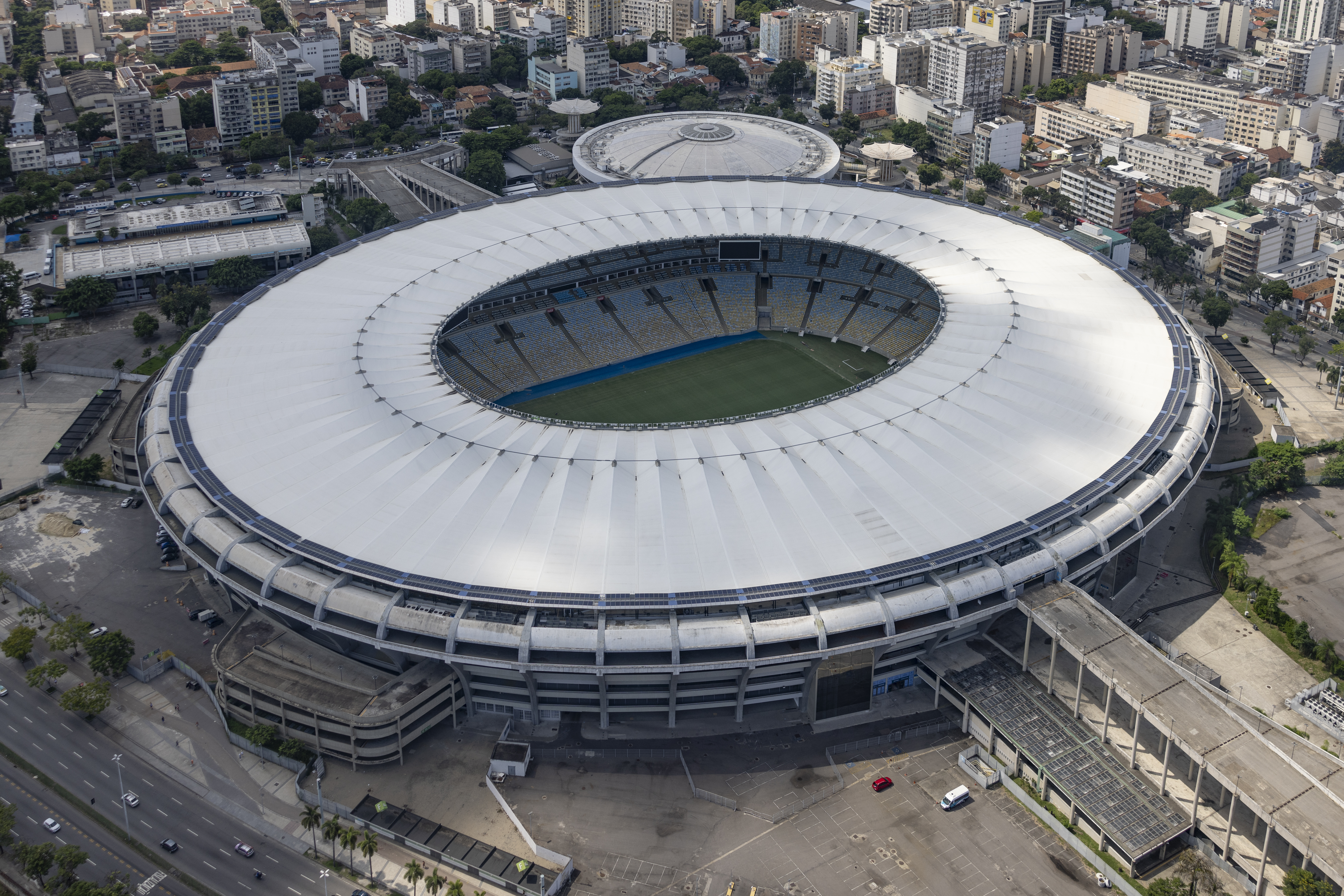
세계 최대 축구 경기장인 브라질의 이스타지우 두 마라카낭 (2022년 촬영)

축구 경기장(蹴球競技場, Football Stadium)은 구기 종목인 축구 경기를 하기 위한 경기장으로서 축구 경기를 진행하는 필드와 필드를 둘러싼 관중석으로 이뤄진 스포츠 건축물이다. 흔히 축구장이라고 불리며 다른 구기 종목 경기장과 같이 줄여서 "구장(球場)"이라고도 부른다. 축구전용구장(蹴球專用球場, Soccer Specific Stadium)이라는 명칭으로도 불리는데 이 용어는 대한민국, 미국, 캐나다 등과 같이 다목적 경기장 혹은 미식축구 경기장에서 축구를 하던 국가들에서 축구만을 위해 건립한 경기장을 지칭하는 용어로 사용되고 있다.

## 구성

### 피치
경기가 진행되는 공간인 축구 피치 (Football Pitch)의 규격은 터치라인의 길이 90~120 미터, 골라인의 길이 45~90 미터로 유동적이다. 2008년 국제 축구협회 평의회(IFAB)는 새롭게 지어지는 경기장의 터치라인과 골라인 길이를 각각 105미터, 68미터로 통일하기로 결정하였고 FIFA 집행위원회도 이를 따르기로 결정하였으나, 이후 이 결정은 보류되어 실제로 적용되지는 않았다.

## 주요 축구 경기장

### 잉글랜드
- 웸블리 스타디움 - 잉글랜드 축구 국가대표팀
- 올드 트래퍼드 - 맨체스터 유나이티드
- 시티 오브 맨체스터 스타디움 - 맨체스터 시티
- 토트넘 홋스퍼 스타디움 - 토트넘 홋스퍼 FC
- 안필드 - 리버풀 FC
- 스탬퍼드 브리지 - 첼시 FC
- 에미레이트 스타디움 - 아스날 FC
- 세인트 제임스 파크 - 뉴캐슬 유나이티드 FC
- 구디슨 파크 - 에버턴 FC
- 킹 파워 스타디움 - 레스터 시티 FC
- 리버티 스타디움 - 스완지 시티 AFC
- 빌라 파크 - 애스턴 빌라 FC

### 스페인
- 캄 노우 - FC 바르셀로나
- 에스타디오 산티아고 베르나베우 - 레알 마드리드 CF
- 에스타디오 비센테 칼데론 - 아틀레티코 마드리드
- 완다 메트로폴리타노 - 아틀레티코 마드리드
- 에스타디오 데 메스타야 - 발렌시아 CF

### 독일
- 알리안츠 아레나 - FC 바이에른 뮌헨, TSV 1860 뮌헨
- 지그날 이두나 파크 - 보루시아 도르트문트
- 바이아레나 - 바이어 04 레버쿠젠
- MHP아레나 - VfB 슈투트가르트
- 폴크스바겐 아레나 - VfL 볼프스부르크

### 이탈리아
- 스타디오 주세페 메아차,  산 시로- AC 밀란, FC 인테르나치오날레 밀라노
- 스타디오 올림피코 - AS 로마, SS 라치오
- 스타디오 올림피코 그란데 토리노 - 토리노 FC
- 유벤투스 스타디움 - 유벤투스 FC
- 스타디오 산 파올로 - SSC 나폴리
- 스타디오 아르테미오 프란키 - ACF 피오렌티나

### 프랑스
- 파르크 데 프랭스 - 파리 생제르망 FC
- 스타드 루이 II - AS 모나코 FC
- 스타드 드 제를랑 - 올림피크 리옹
- 파르크 올랭피크 리요네 - 올림피크 리옹
- 스타드 벨로드롬 - 올랭피크 드 마르세유

### 포르투갈
- 이스타디우 두 드라강 - FC 포르투
- 이스타디우 조제 알발라드 - 스포르팅 리스본
- 이스타디우 다 루스 - SL 벤피카

### 네덜란드
- 요한 크라위프 아레나 - AFC 아약스
- 필립스 스타디온 - PSV 에인트호번

### 터키
- 튀르크 텔레콤 아레나 - 갈라타사라이 SK

### 브라질
- 이스타지우 두 마라카낭 - CR 플라멩구
- 빌라 베우미루 - 산투스 FC

### 미국
- 디그니티 헬스 스포츠 파크 - LA 갤럭시
- 레드불 아레나 - 뉴욕 레드불스, 뉴욕 레드불스 II

## 대한민국의 축구 전용 경기장
| #  | 구장               | 수용인원 | 도시       | 사용 클럽          | 개장연도 | 건설비용   |
| -- | ------------------ | -------- | ---------- | ------------------ | -------- | ---------- |
| 1  | 포항스틸야드       | 17,443석 | 포항시     | 포항 스틸러스      | 1990년   | 105억 원   |
| 2  | 광양축구전용구장   | 13,496석 | 광양시     | 전남 드래곤즈      | 1993년   |            |
| 3  | 서울월드컵경기장   | 66,704석 | 서울특별시 | FC 서울            | 2001년   | 2,060억 원 |
| 4  | 울산문수축구경기장 | 44,474석 | 울산광역시 | 울산 현대 호랑이   | 2001년   | 1,514억 원 |
| 5  | 수원월드컵경기장   | 43,959석 | 수원시     | 수원 삼성 블루윙즈 | 2001년   | 2,522억 원 |
| 6  | 전주월드컵경기장   | 42,474석 | 전주시     | 전북 현대 모터스   | 2001년   | 1,331억 원 |
| 7  | 대전월드컵경기장   | 40,535석 | 대전광역시 | 대전 하나 시티즌   | 2001년   | 1,439억 원 |
| 8  | 제주월드컵경기장   | 29,791석 | 서귀포시   | 제주 유나이티드    | 2001년   | 1,251억 원 |
| 9  | 창원축구센터       | 15,116석 | 창원시     | 경남 FC            | 2009년   | 1,168억 원 |
| 10 | 인천축구전용경기장 | 20,891석 | 인천광역시 | 인천 유나이티드    | 2011년   | 1,066억 원 |
| 11 | DGB대구은행파크    | 12,419석 | 대구광역시 | 대구 FC            | 2019년   | 515억 원   |
| 12 | 광주축구전용구장   | 10,007석 | 광주광역시 | 광주 FC            | 2020년   | 164억 원   |

## 사진

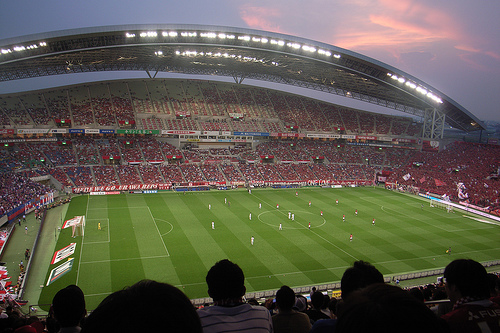
사이타마 스타디움 2002
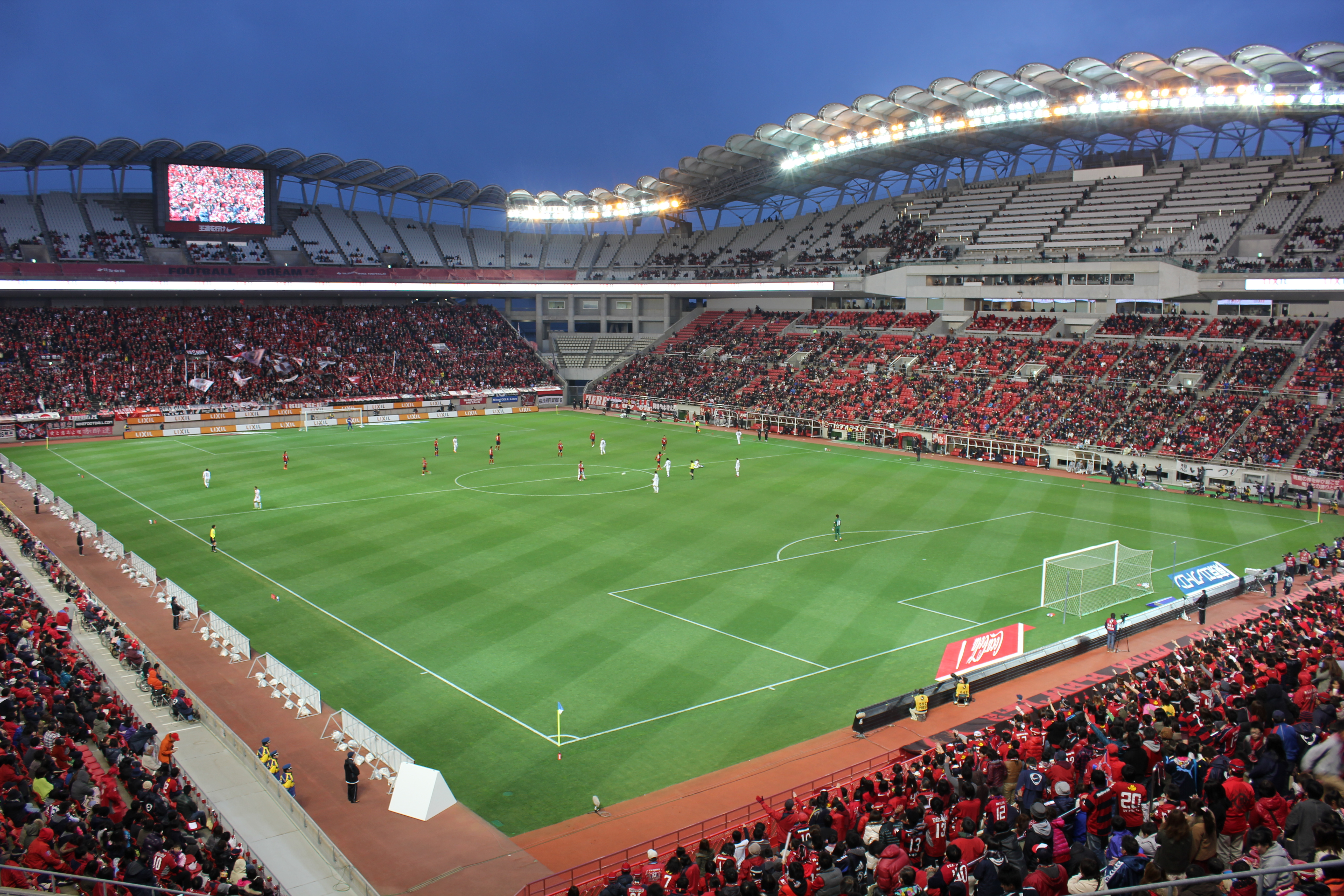
가시마 스타디움
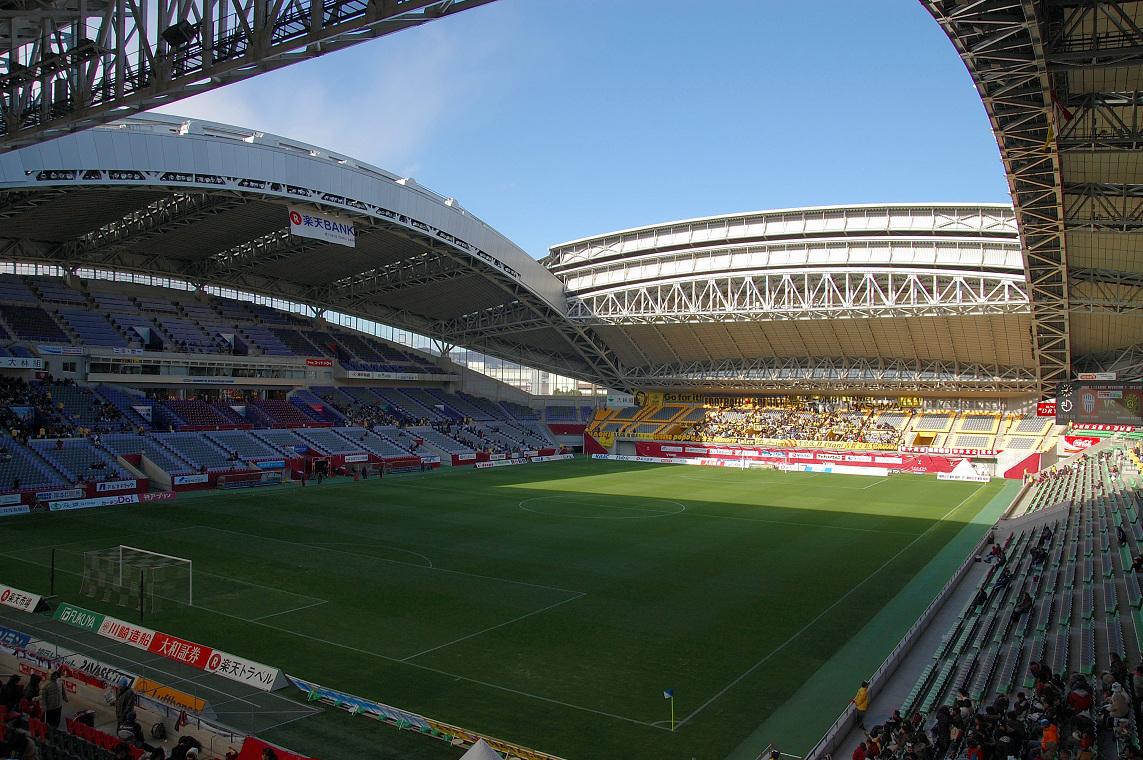
고베 윙 스타디움

대한민국

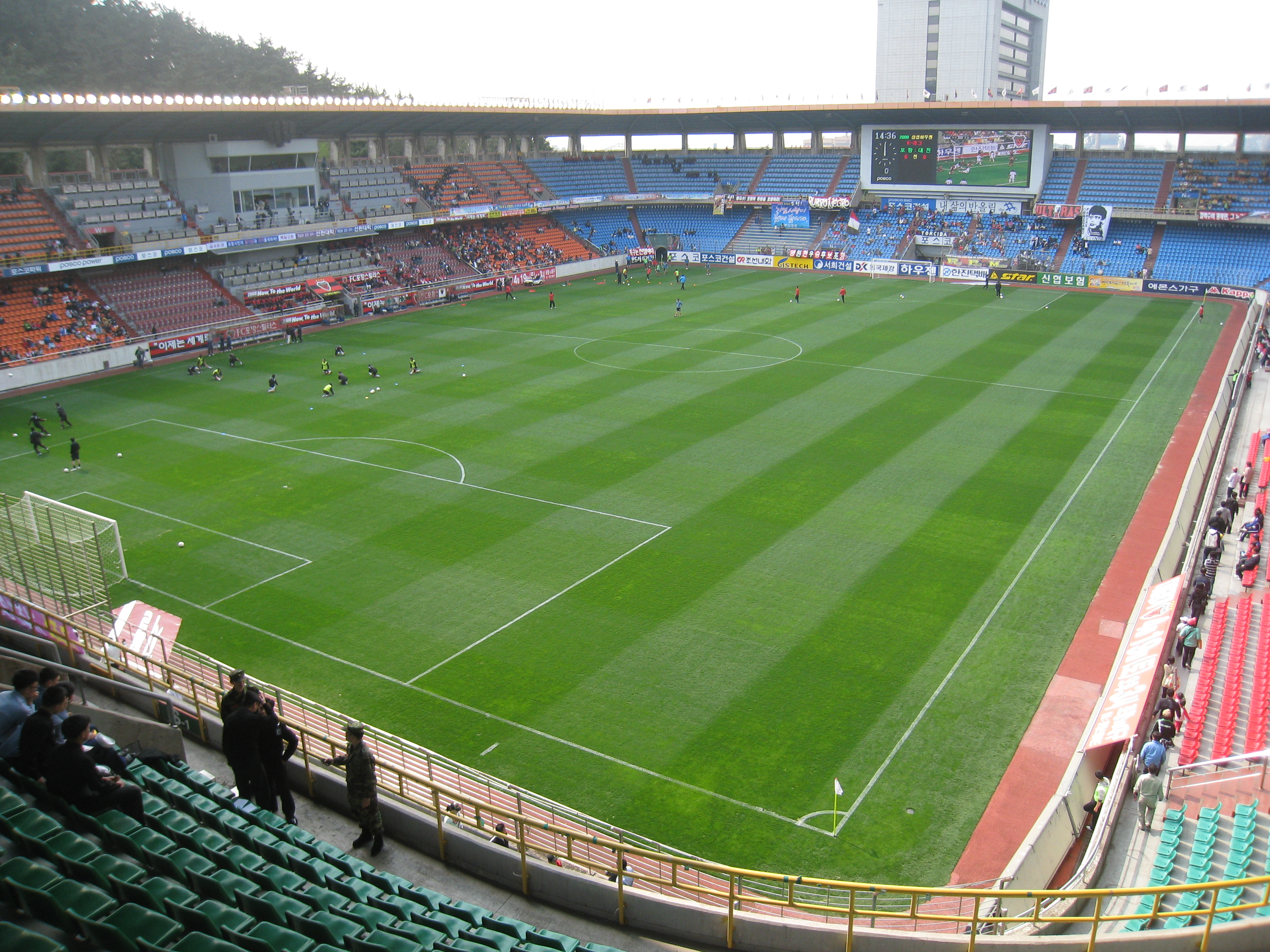
포항스틸야드
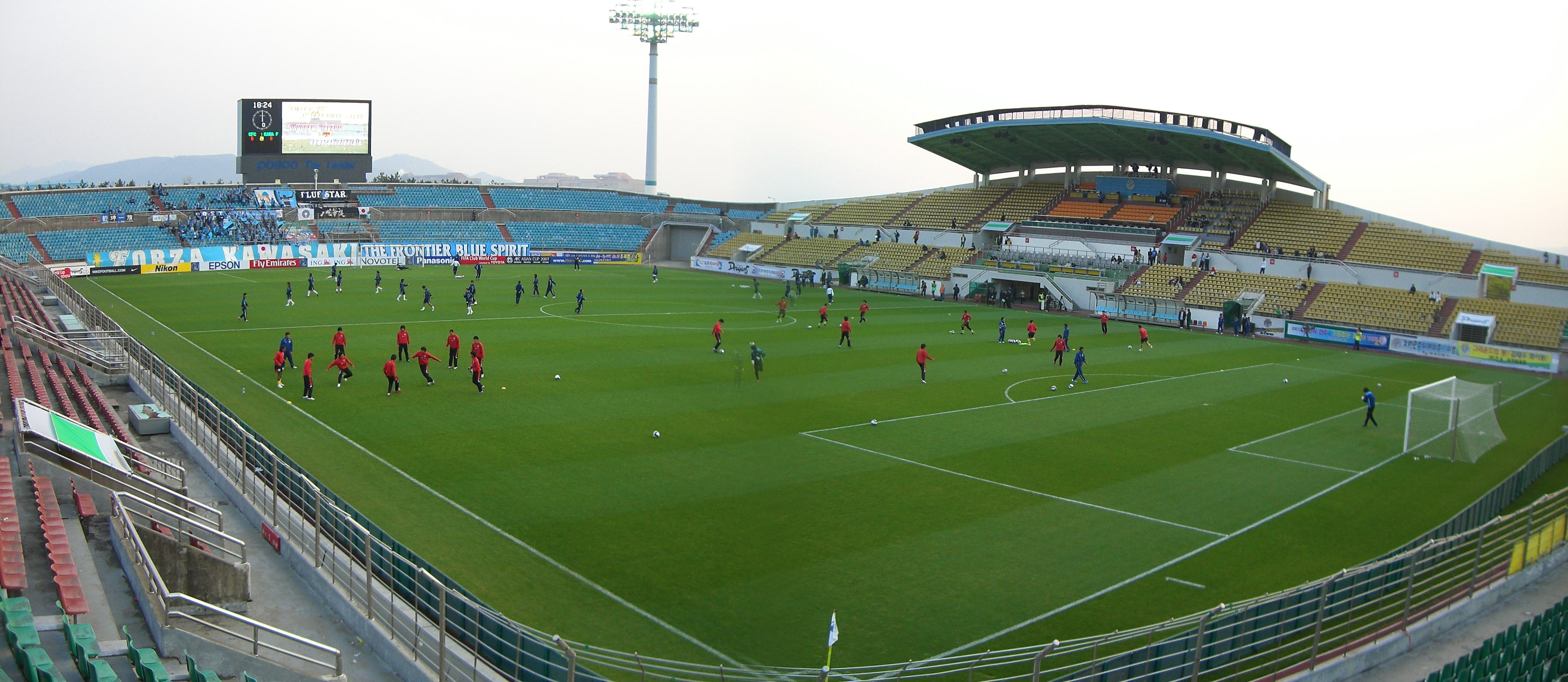
광양축구전용구장
울산문수축구경기장울산문수축구경기장
수원월드컵경기장수원월드컵경기장
전주월드컵경기장전주월드컵경기장
제주월드컵경기장제주월드컵경기장
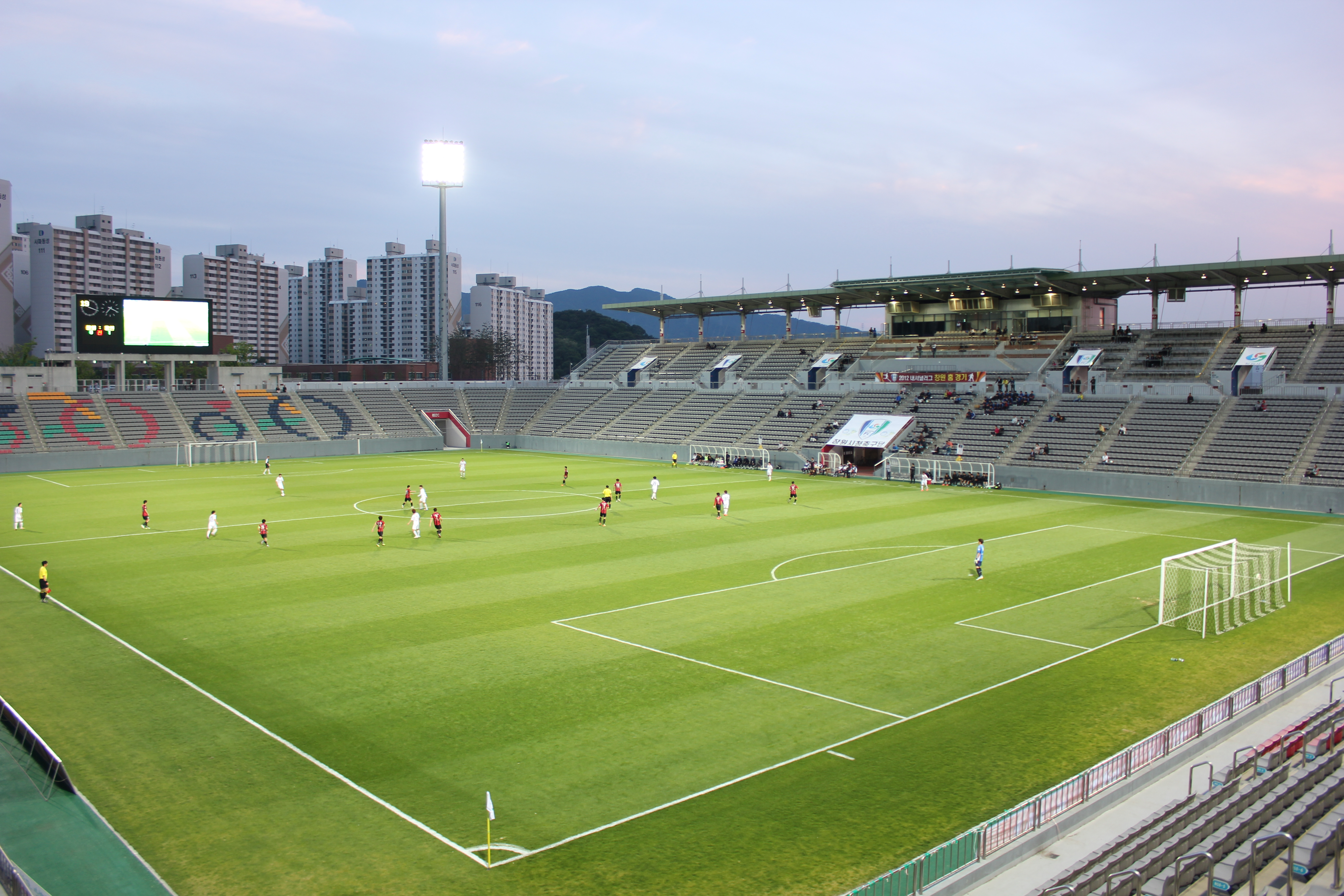
창원축구센터
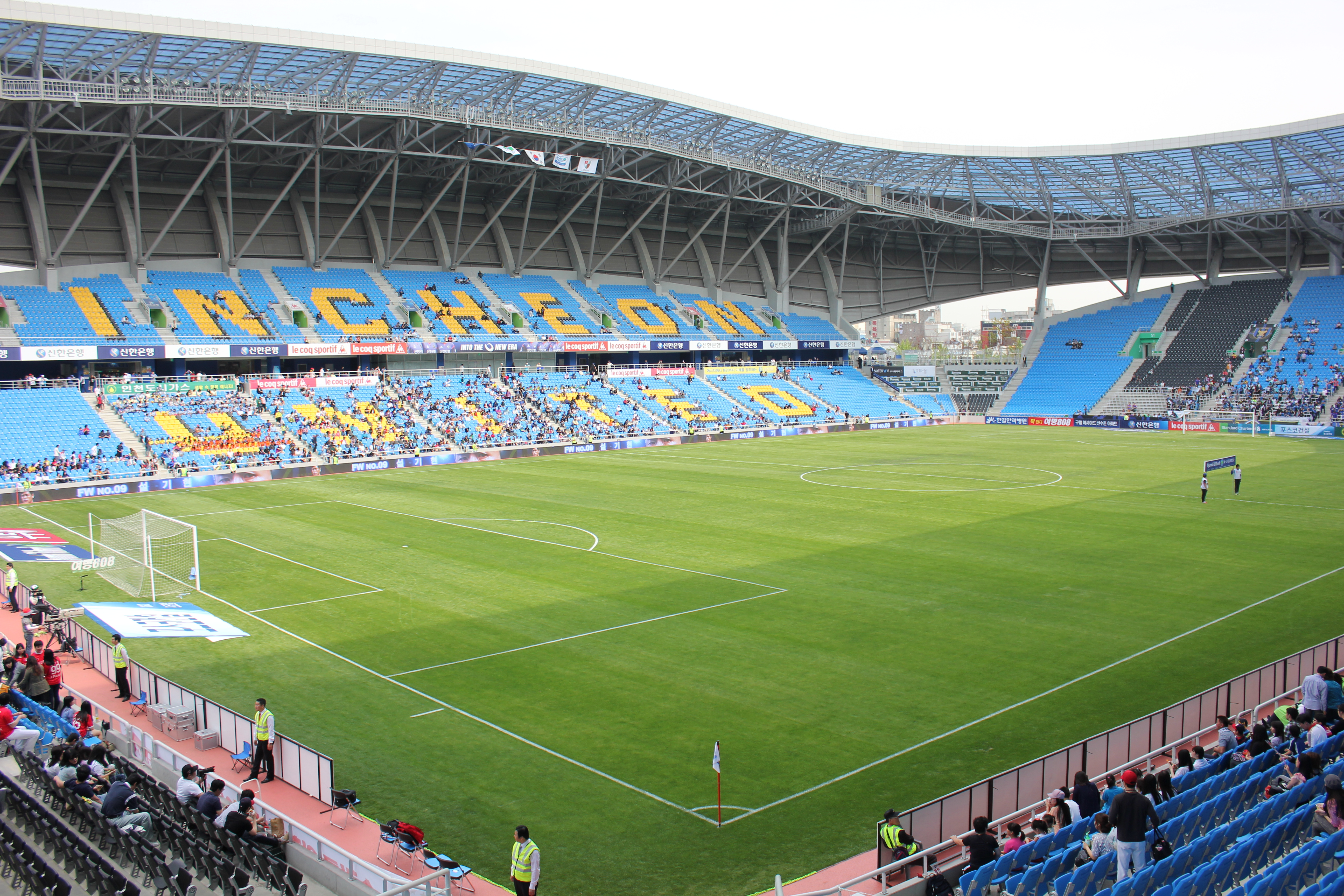
인천축구전용경기장

일본
- 사이타마 스타디움 2002
- 가시마 스타디움
- 고베 윙 스타디움